# Tolhuin

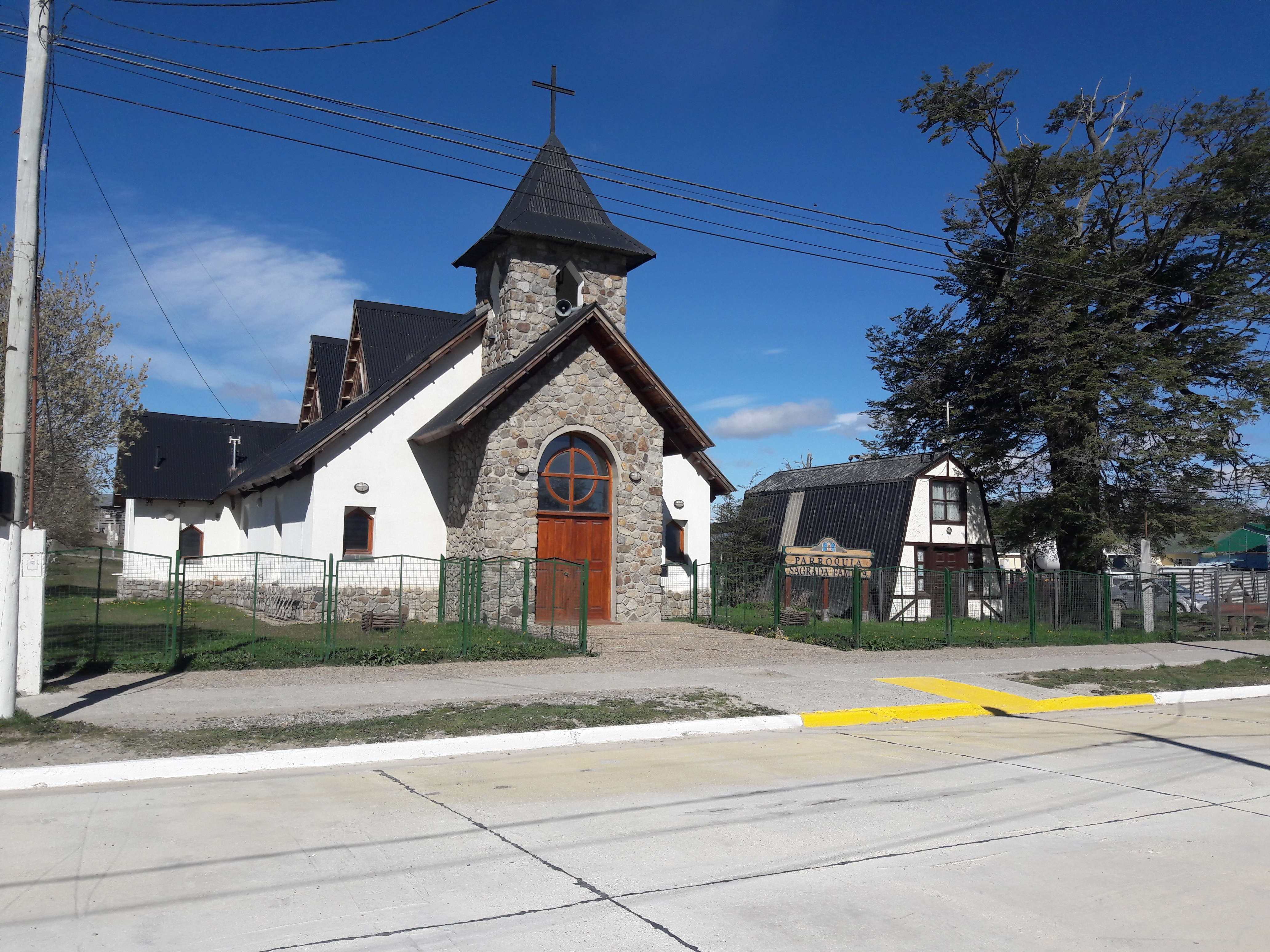
Iglesia de Tolhuin

Tolhuin es una localidad y municipio de la provincia de Tierra del Fuego, Antártida e Islas del Atlántico Sur, Argentina, que tiene 9879 habitantes según el censo de 2022. Este municipio pertenece al departamento Tolhuin. El 5 de octubre de 2012 fue sancionada la ley N.º 892 que transformó la comuna de Tolhuin en municipio.
Se encuentra ubicada sobre la Ruta Nacional 3, siendo la única población entre las ciudades de Ushuaia (111 km al sur) y Río Grande (105 km al norte). El poblado reposa en la cabecera oriental del lago Fagnano. Se trata de una región de paisajes de bosque andino patagónico y lagos de origen glacial. El turismo es factor preponderante en su economía.

## Toponimia
Su nombre proviene de la voz Tol-wen en idioma selk'nam y significa 'como corazón' o 'parecido a corazón'.

## Historia
Nació a partir de un decreto, pues  su poblamiento fue posterior a la ley. Fue fundada el 9 de octubre de 1972 mediante la ley N.º 31 sobre la margen este del lago Fagnano por lo que es la localidad más joven de la provincia y uno de los distritos más jóvenes del país:

Artículo 1º.- Créase en la Cabecera del Lago Fagnano, parte Norte del Lote Fiscal 88, sobre la antigua traza de la Ruta Nacional Nº 3, Departamento de Río Grande, un pueblo cuyo nombre será "Tólhuin".
Artículo 2º.- Por Decreto se establecerán las bases del trazado urbano y las normas referentes al régimen de la tierra y su ubicación geográfica.

Artículo 3º.- El acto de creación del pueblo "Tólhuin" quedará perfeccionado con la firma del Acta de Fundación.

Artículo 4º.- Hasta tanto se designe la Comisión de Fomento que prevé el artículo 66 del Decreto-Ley Nº 2191/57, esta función será ejercida por la Municipalidad de Río Grande.

Artículo 5º.- Comuníquese, publíquese, dése al Boletín Oficial del Territorio y archívese.
LEY Nº 31

A mediados de 1960, en la cabecera del lago Fagnano residían los últimos descendientes puros de la etnia Selk`nam. Entre ellos Lola Kiepja, quien falleció en 1966; Esteban Ishton, fallecido a los 60 años de edad; Luis Garibaldi Honte (mestizo Haush); Santiago Rupatini y Enriqueta Gastelumendi de Varela, conocida como la India Varela. Ellos vivieron allí sus últimos días, en el sitio más emblemático de su territorio ancestral, pues en la cabecera del lago Fagnano se llevaban a cabo los ritos de iniciación conocidos como Hain.
En aquel tiempo, por iniciativa del Gobernardor Ernesto Manuel Campos, se impulsó la construcción de hoteles y hosterías en toda la isla de Tierra del Fuego, junto a la ruta Nacional N.º 3, con el objetivo de fomentar el turismo. De tal modo que en 1964 se inauguró la Hostería Kaiken, tal como se la conoce en la actualidad, uno de los puntos panorámicos visitados por el turismo para apreciar el lago Fagnano y el bosque andino patagónico que lo enmarca.
Durante la misma década de desarrollo turístico, se llevó adelante un proyecto científico de investigación franco-argentino, sobre estudios de la estratósfera, lanzando alrededor de 500 globos estratosféricos de superpresión desde el edificio bautizado Eolo, que aún hoy se conserva, aunque en ruinas, a raíz de un incendio intencional ocurrido en febrero de 2008.
A comienzos de 1972, en las proximidades de la cabecera del lago Fagnano, funcionaban pequeños aserraderos con una población residente de alrededor de 150 familias, hecho que alertó a las autoridades gubernamentales para disponer prontamente de servicios de asistencia sanitaria y educacional.
De tal modo que el gobernador Gregorio Lloret solicitó apoyo al gobierno nacional, presidido en aquel entonces por Agustín Lanusse, e impulsó la creación de un nuevo pueblo.[cita requerida]
El invierno de 1972 fue muy crudo, la nieve condicionó el trazado original previsto en las cercanías de la cabecera del lago Fagnano, disponiéndose finalmente su emplazamiento, al pie del cerro Michí.
El proyecto urbanístico estuvo a cargo de dos jóvenes arquitectos, Pages y Dondo, residentes en Ushuaia, aunque el proyecto original siendo funcional al riguroso clima, fue modificado en el tiempo.
La promulgación de la ley N.º 892 de transformación en municipio tuvo lugar el 5 de octubre de 2012 mediante decreto 2266:

Artículo 1º.- Transfórmase a la Comuna en Municipio de Tolhuin, de conformidad a lo establecido en el artículo 170 de la Constitución Provincial y acorde a la base jurisdiccional establecida por las Leyes territoriales 31 y 72.

En 2020 comenzaron las obras para dotar gas a la ciudad.

## Economía
Se destaca la actividad forestal, en trabajos primarios y secundarios que permiten darle valor agregado a la materia prima por excelencia que es la madera de lenga.
El bosque subantártico o andino, ocupa el 30 % de la superficie y se halla desde el paralelo 54 hasta el extremo sur de la isla. Asimismo se explota la turba por su alto valor de nutrientes y propiedades físicas útiles como aireador y humidificador natural. Y desde las dos últimas décadas destaca la actividad turística impulsada por emprendimientos privados, que acompañados por el municipio, luchan a pesar del riguroso clima para llevar adelante anhelados proyectos que le den a Tolhuin la condición de villa turística.

## Ciencia y tecnología
En cercanías de la ciudad, sobre la ruta provincial N.º 23 kilómetro 5.5, se encuentra la Estación Terrena Tierra del Fuego que es una estación terrena perteneciente a la CONAE. Su función principal será el seguimiento y control del lanzador Tronador, junto al control y bajada de datos de satélites, al igual que Estación Terrena Córdoba.

## Política

### Intendentes
| Intendente        | Mandato                                           | Partido                                                            |
| Claudio Queno     | 10 de diciembre de 2007 - 10 de diciembre de 2019 | FPV                                                                |
| Daniel Harrington | 10 de diciembre de 2019 - en el cargo             | Nuevo País TDF (2019-2023) Unidos Hacemos Futuro (2023-actualidad) |

## Clima
El clima es Subpolar Oceánico,la temperatura en verano no superan los 18 °C. mientras que el invierno no bajan de -10 °C. las precipitaciones son escasas en primavera y en otoño pero en verano son frecuentes las lluvias y en el invierno la nevadas.
| Parámetros climáticos promedio de Tolhuin | Parámetros climáticos promedio de Tolhuin | Parámetros climáticos promedio de Tolhuin | Parámetros climáticos promedio de Tolhuin | Parámetros climáticos promedio de Tolhuin | Parámetros climáticos promedio de Tolhuin | Parámetros climáticos promedio de Tolhuin | Parámetros climáticos promedio de Tolhuin | Parámetros climáticos promedio de Tolhuin | Parámetros climáticos promedio de Tolhuin | Parámetros climáticos promedio de Tolhuin | Parámetros climáticos promedio de Tolhuin | Parámetros climáticos promedio de Tolhuin | Parámetros climáticos promedio de Tolhuin |
| Mes                                       | Ene.                                      | Feb.                                      | Mar.                                      | Abr.                                      | May.                                      | Jun.                                      | Jul.                                      | Ago.                                      | Sep.                                      | Oct.                                      | Nov.                                      | Dic.                                      | Anual                                     |
| ----------------------------------------- | ----------------------------------------- | ----------------------------------------- | ----------------------------------------- | ----------------------------------------- | ----------------------------------------- | ----------------------------------------- | ----------------------------------------- | ----------------------------------------- | ----------------------------------------- | ----------------------------------------- | ----------------------------------------- | ----------------------------------------- | ----------------------------------------- |
| Temp. máx. media (°C)                     | 15.0                                      | 14.0                                      | 11.0                                      | 9.0                                       | 7.0                                       | 5.0                                       | 4.0                                       | 5.0                                       | 7.0                                       | 9.0                                       | 11.0                                      | 14.0                                      | 9.3                                       |
| Temp. media (°C)                          | 11.0                                      | 10.0                                      | 7.5                                       | 5.5                                       | 3.5                                       | 1.5                                       | 0.5                                       | 1.5                                       | 3.5                                       | 5.5                                       | 7.5                                       | 10.0                                      | 5.6                                       |
| Temp. mín. media (°C)                     | 7.0                                       | 6.0                                       | 4.0                                       | 2.0                                       | 0.0                                       | -2.0                                      | -3.0                                      | -2.0                                      | 0.0                                       | 2.0                                       | 4.0                                       | 6.0                                       | 2                                         |
| Precipitación total (mm)                  | 39                                        | 36                                        | 50                                        | 51                                        | 53                                        | 48                                        | 44                                        | 43                                        | 41                                        | 38                                        | 37                                        | 34                                        | 514                                       |
| Días de precipitaciones (≥ 0.1 mm)        | 13                                        | 14                                        | 15                                        | 15                                        | 15                                        | 14                                        | 13                                        | 12                                        | 11                                        | 11                                        | 12                                        | 13                                        | 158                                       |
| Días de nevadas (≥ 1 mm)                  | 0                                         | 0                                         | 0                                         | 2                                         | 4                                         | 5                                         | 4                                         | 5                                         | 3                                         | 2                                         | 1                                         | 0                                         | 26                                        |
| Horas de sol                              | 184                                       | 172                                       | 144                                       | 116                                       | 99                                        | 66                                        | 55                                        | 59                                        | 73                                        | 104                                       | 134                                       | 164                                       | 1370                                      |
| Humedad relativa (%)                      | 54                                        | 58                                        | 63                                        | 69                                        | 68                                        | 63                                        | 62                                        | 61                                        | 59                                        | 58                                        | 55                                        | 54                                        | 60.3                                      |
| [cita requerida]                          |                                           |                                           |                                           |                                           |                                           |                                           |                                           |                                           |                                           |                                           |                                           |                                           |                                           |

## Demografía
Desde sus inicios hasta la actualidad, el poblado tiene un crecimiento poblacional exponencial, único en Argentina. Es tan importante su crecimiento y características poblacionales que fue elegido como sitio de ensayo experimental del censo poblacional 2010, el cual arrojó para la localidad un total de 3004 habitantes.
- Población en 1991: 672 habitantes (INDEC).
- Población en 2001: 1382 habitantes (INDEC), de los cuales el 46,5 % fueron mujeres y el 53,5 % hombres.
- Población en 2010: 2949 habitantes (INDEC), un marcado incremento frente a la población de 2001. La población se compone de 1.556 varones y 1.393 mujeres, lo que arroja un índice de masculinidad del 111.70%. En tanto las viviendas pasaron de 400 a 1400.[11]
- Los datos fueron reconfirmados en el censo 2022 con un crecimiento que alcanzó los 5836 habitantes y 2746 viviendas.[12]

| Evolución de la población desde 1991 al año 2022.                                             |
|                                                                                               |
| Fuente INDEC - Elaboración gráfica por Wikipedia - Tolhuin, Tierra del Fuego AIAS, Argentina. |

En cuanto a los fenómenos demográficos de natalidad, nupcialidad y mortalidad en la localidad de Tolhuin; se registra una elevada tasa de nupcialidad, baja tasa de mortalidad y tasa de natalidad muy baja o nula. A causa de que en el centro de salud, no cuente con sala de parto, por lo que las condiciones para que esto se desarrolle no son las adecuadas.
Por tal motivo, este fenómeno demográfico de natalidad no puede ser registrado en la localidad, por lo que tanto la acción como el registro pertinente es realizado en las ciudades de Ushuaia o Río Grande, afectando cuantitativamente al resultado demográfico de cualquiera de las localidades que se mencionaron. Las migraciones internas modifican constantemente la cantidad como así también la calidad de vida de la población, que en su mayoría, emigra en busca de mejores condiciones de vida y posibilidades laborales o económicas. Anualmente, se registra un número considerable de inmigraciones a la Provincia de Tierra del Fuego, Antártida e Islas del Atlántico Sur.

## Educación
En Tolhuin se encuentran dos establecimientos de educación inicial, dos de nivel primario, una escuela especial, una de nivel secundario, una de nivel terciario, un establecimiento de nivel universitario perteneciente a la Universidad Siglo 21 y un Centro Educativo Nivel Secundario (CENS) de jóvenes y adultos.
El único colegio de nivel secundario en esta localidad, colegio provincial Ramón Alberto Trejo Noel, posee una matrícula de 560 estudiantes con dos orientaciones, bachiller en economía y bachiller en turismo. Asimismo, los estudiantes participan de la línea de acción de la  Dirección Nacional de Políticas Socioeducativas del Ministerio de Educación de la Nación, participando en la radio escolar cuyo alcance es de 35 km.

## Atractivos turísticos
- Lago Fagnano, posee un punto panorámico sobre la ruta nacional 3, ingresando a la Hostería Kaiken.
- Mirador del cerro Jeujepen
- Reserva Río Valdez
- Reserva Laguna Negra
- Museo Histórico Khami sobre la cabecera del lago Fagnano.
- Bahía Torito, se accede por vía lacustre.
- Aguas Blancas.
- Alas del Beagle.

## Deportes
Se destacan el Club Tolhuin de Fútbol, el Club 9 de Octubre de Futsal y la " Asociación de Ciclismo de Montaña" (ACMoT) que participa de campeonatos nacionales e internacionales; asimismo,el equipo de Hockey municipal que de igual manera participa en instancias provinciales y nacionales. También, hace unos años se incorporó el equipo de balonmano, que cuenta con categorías en ambas ramas de minis e infantiles, cadetes, juveniles y mayores.
Otra actividad deportiva destacada en la ciudad de Tolhuin es el automovilismo de velocidad, ya que la localidad es sede del "Autódromo Carlos Romero", considerado el más austral del mundo. Este circuito, alberga las actividades locales del TC Fueguino y del TC Austral, aunque en una oportunidad llegó a albergar las actividades de la categoría nacional y promocional Fiat Linea Competizione.

## Parroquias de la Iglesia católica en Tolhuin
| Diócesis  | Río Gallegos    |
| --------- | --------------- |
| Parroquia | Sagrada Familia |